# Празници в САЩ

## Федерални празници
На федерално ниво правителството на САЩ е определило 11 празнични дни. По времето на тези празници не работят някои държавни служби с второстепенно значение, включително и банките.
| Дата                           | На английски                            | На български                                 |
| ------------------------------ | --------------------------------------- | -------------------------------------------- |
| 1 януари                       | New Year's Day                          | Първият ден от новата година                 |
| 20 януари 1                    | Inauguration Day                        | Встъпване в длъжност на президента           |
| 3-тият понеделник на януари    | Martin Luther King, Jr. Day             | Рожденият ден на Мартин Лутър Кинг, младши   |
| 3-тият понеделник на февруари  | Presidents' Day (Washington's Birthday) | Денят на президентите                        |
| последният понеделник от май   | Memorial Day (Decoration Day)           | Денят на загиналите във войните              |
| 4 юли                          | Independence Day                        | Денят на независимостта – национален празник |
| 1-вият понеделник на септември | Labor Day                               | Денят на труда                               |
| 2-рият понеделник на октомври  | Columbus Day                            | Денят на Колумб                              |
| 11 ноември                     | Veterans Day                            | Денят на ветераните                          |
| 4-тият четвъртък на ноември    | Thanksgiving Day                        | Денят на благодарността                      |
| 25 декември                    | Christmas                               | Рождество/Коледа                             |

Забележка:
1 На всеки 4 години, след президентските избори.

## Други празници
Освен официалните празници на САЩ в страната се празнуват различни религиозни, етнически и други традиционни празници:
| Дата на празника                                 | На английски                          | На български                               | Забележка |
| ------------------------------------------------ | ------------------------------------- | ------------------------------------------ | --- |
| през зимата, дата варира                         | Chinese New Year                      | Нова година по китайския календар.         | - |
| през зимата, дата варира                         | Mardi Gras and Ash Wednesday          | Неделя Месопустна и начало на велики пости | Карнавалът преди великите пости започва във вторник след Неделя месопустна и завършва на следващия ден.                |
| 2 февруари                                       | Groundhog Day                         | Ден на мармота                             | Според поверието остават още 6 седмици от зимата.                                                                      |
| 14 февруари                                      | Valentine's Day                       | Денят на Св. Валентин                      | Традиционен празник на влюбените.                                                                                      |
| 17 март                                          | St. Patrick's Day                     | Денят на Св. Патрик                        | Традиционен ирландски празник.                                                                                         |
| 21 март                                          | Earth Day                             | Ден на Земята                              | Ден за защита на околната среда.                                                                                       |
| 22 март                                          | World Water Day                       | Ден на водата                              | Прокламира се опазване на водното богатство.                                                                           |
| 1 април                                          | April Fool's Day                      | Ден на шегата                              | - |
| през пролетта, датата варира                     | Easter                                | Великден                                   | Празнува се Възкресение.                                                                                               |
| 4-та сряда на април                              | Administrative Professionals Day      | Празник на административния персонал       | Празник на секретарката и помощния админ. персонал.                                                                    |
| 22 април                                         | Earth Day                             | Ден на Земята                              | Ден за защита на околната среда.                                                                                       |
| през пролетта, датата варира                     | Arbor Day                             | Ден на залесяването                        | Най-често е последният петък на април. Зависи от щатските разпоредби.                                                  |
| 5 май                                            | Cinco de Mayo                         | -                                          | Ден на мексиканската култура. На тази дата през 1862 г. Мексиканската армия побеждава французите в Битката при Пуебла. |
| втората неделя на май                            | Mother's Day                          | Ден на майката                             | - |
| 3-та събота на май                               | Armed Forces Day                      | Ден на Въоръжените сили на САЩ             | Празник на Въоръжени сили на САЩ                                                                                       |
| 8 юни                                            | World Ocean Day                       | Ден на Световния океан                     | Ден за опазване на океаните и моретата.                                                                                |
| 14 юни                                           | Flag Day                              | Ден на националния флаг                    | Отдава се почит на американското знаме.                                                                                |
| 19 юни                                           | Juneteenth                            | -                                          | Празник на афроамериканците, които празнуват края на робството в САЩ.                                                  |
| 3-та неделя на юни                               | Father's Day                          | Ден на бащата                              | - |
| последният петък на юли                          | System Administrator Appreciation Day | Ден на системния администратор             | www.sysadminday.com |
| датата варира                                    | Rosh Hashanah                         | Рош Хашана                                 | Еврейски празник. Дата се определя според еврейския календар                                                           |
| датата варира                                    | Yom Kippur                            | Йом Кипур                                  | Еврейски празник. Дата се определя според еврейския календар                                                           |
| 1-вата неделя на септември                       | Grandparents Day                      | Ден на баба и дядо                         | - |
| 31 октомври                                      | Halloween                             | Навечерие на Вси Светии (Хелоуин)          | Празнува се с маскараден карнавал.                                                                                     |
| 1-вият вторник след 1-вият понеделник на ноември | Election Day                          | Изборен ден                                | - |
| съботата след 9 ноември                          | Sadie Hawkins Day                     | Денят на Сейди Хокинс                      | - |